# Virtua Fighter: Remix
Ne doit pas être confondu avec Virtua Fighter (jeu vidéo).
Virtua Fighter Remix (バーチャファイター リミックス) est un jeu vidéo de combat sorti en 1995 sur le système d'arcade Sega Titan Video, puis sur Sega Saturn. Le jeu a été développé par Sega-AM2 et édité sur Saturn par Sega (Japon, Europe et Amérique du Nord), Tec Toy (Brésil) et Samsung (Corée). Il fait partie de la série Virtua Fighter.

## Système de jeu
Virtua Fighter Remix reprend le système de Virtua Fighter, tout en proposant des graphismes proches de Virtua Fighter 2